# Карло Джузеппе Жисмонді
Карло Джузеппе Жисмонді, народився в Ментоні 4 листопада 1762 року і помер у Римі 22 листопада 1824 року, був італійським мінералогом.

## Життєпис
Карло Джузеппе Гісмонді народився в Ментоні, поблизу Ніцци, 4 листопада 1762 року. Він отримав початкову освіту на батьківщині, а у віці шістнадцяти років був прийнятий до новіціату ордену піаристів, який, згідно з їхнім закладом, відповідає за державну освіту. Після року новіціату Карло був направлений до Назаренської колегії в Римі, щоб продовжити навчання під керівництвом о. Бартоломео Гандольфі. Досягнувши великих успіхів у фізиці та математиці, він був призначений у 1786 році професором коледжу в Палермо. Пізніше його покликали до Риму, до того самого Назаретського коледжу, куди приїжджала здобувати освіту еліта молоді з усіх куточків земної кулі. Намір полягав у створенні мінералогічного музею в цьому коледжі, який уже отримав колекцію з щедрості імператора Йосифа II. Отець Гісмонді, використовуючи знання, отримані на Сицилії разом із Доломіє, Джовеном, Гамільтоном і Томсоном, зумів розширити та скоординувати його таким чином, щоб зробити його одним із найповніших в Італії. Батько Гандольфі запросив свого учня Гісмонді давати уроки мінералогії в кімнатах Клементійського коледжу, і конкурс денних студентів скористався його знаннями. У 1803 році, мандруючи пагорбами долини Тибру, допитливий мінералог знайшов на горі Лаціале нову речовину, яку він назвав лазіалітом, і надав аналітичне повідомлення про це, яке він прочитав Академії Лінсе, членом якої він був названий . У 1805 році папський уряд відчув потребу бути в курсі наукового прогресу, і кардинал Алессандро Ланте, генеральний скарбник, заснував кафедру мінералогії в університеті «La Sapienza», професором якої був призначений Джісмонді. Він листувався з Карлом Цезарем фон Леонгардом, Крістіаном Андреасом Ціпсером, Джоном Уайтом Вебстером і Рене Юст Гаюї, чиї листи з автографами збереглися. Під час своїх екскурсій він знайшов у Монте-Маріо величезні поклади викопних раковин і шарів морських і річкових вулканічних продуктів, які раніше спостерігав Фербер, і скористався цим відкриттям, щоб збагатити свій кабінет дорогоцінною колекцією викопних конхології. Гісмонді був зайнятий новою роботою над скам’янілостями, заохочуваний Броккі з Бассано, Борсоном з Турина, Геннацці з Удіне та своїм другом Монтічеллі з Неаполя, коли хвороблива хвороба паралізувала його. Король Неаполя неодноразово пропонував йому посаду кафедри мінералогії в Неаполітанському університеті; Лікарі дали йому надію, що м'який клімат вилікує його, і він передав свою кафедру в Римі своєму заступнику, доктору П'єтро Карпі. Але після кількох років перебування в Неаполі, не помічаючи покращення свого здоров’я, він попросив відпустки та повернувся до Риму, де знову зайняв свою посаду, за неодноразовими наполяганнями своїх колег і Карпі, який хотів викладати до смерті Гісмонді, яка сталася 22 листопада 1824 року.